# Universidad de Asia Central
La Universidad de Asia Central (UCA) fue fundada en el año 2000, por los gobiernos de Kazajistán, Kirguistán y Tayikistán, y por el príncipe Karim al-Hussayni, el Aga Khan IV. Es una institución privada, independiente y autónoma, que tendrá tres recintos universitarios de igual tamaño y estatura en cada uno de los países fundadores.
Su misión es promover el desarrollo socioeconómico en las sociedades ubicadas en las montañas de Asia Central y al mismo tiempo ayudar a los pobladores de la región a conservar sus tradiciones culturales y su herencia como un activo para el porvenir.
La admisión está basada en el mérito, así como determinada por normas objetivas. Los recursos financieros de un aspirante no desempeñan un papel en la decisión sobre su admisión y la universidad declara que a ningún estudiante calificado le será negada la oportunidad de estudiar por motivos financieros.

## Campus
Los tres campus de la universidad están en construcción en Tekeli, Kazajistán; Naryn, Kirguistán y Jorog, Tayikistán. Los tres recintos universitarios contarán con instalaciones académicas, administrativas, residenciales, bibliotecas e instalaciones culturales y atléticas; alojarán una población residente de casi 4,000 estudiantes, profesores y personal.
Los campus son planeados por el arquitecto japonés Arata Isozaki. Los diseños para los recintos universitarios y los parques de la universidad están siendo desarrollados por Sasaki Associates de Watertown, Massachusetts, Estados Unidos.

### Tekeli (Kazajistán)
Tekeli está localizado al este de la capital regional, Taldykorgan, a 35 minutos en auto y está a tres horas de la ciudad más grande del país, Almaty. La ciudad se sitúa en la boca del estrecho valle a lo largo de la estepa kasakistana, en la región histórica de Jetisuw (o «Siete Ríos»). Bordeada por las cadenas montañosas de Alatau y Zungaria, con el Macizo de Altái más lejos hacia el norte.

### Naryn (Kirguistán)
La Provincia de Naryn óblast está en el corazón geográfico de la cordillera Tien-Shan y de Kirguistán, compartiendo fronteras con cuatro de las otras seis provincias nacionales. Su capital, Naryn, está a cuatro horas en coche de Biskek y a igual distancia de Kashgar en la República de China. Ak-Kya, el sitio donde se localiza el campus está a lo largo de una curva del Río Naryn, 12 kilómetros río abajo de la ciudad.

### Jorog (Tayikistán)
Jorog es la capital de la Provincia Autónoma de Alto Badajshán, en Tayikistán. Está situado a una altitud de 2,100 metros en el corazón de la Cordillera del Pamir, cerca de Afganistán, el norte de Pakistán y al sudoeste de Xinjiang, en la República de China. El sitio del campus, conocido en la zona como Dasht, es una terraza triangular elevada, justo al noroeste del centro de la ciudad. Una futura expansión se realizará en la villa de Porshnev, 16 kilómetros río abajo (del Río Panj) de Jorog.

## Organización y programas académicos

### Escuela de Educación Profesional y Continúa
La Escuela de Educación Profesional y Continúa (SPCE) ofrece programas educativos formales, tipo universitarios, incluyendo desarrollo profesional, formación profesional y oportunidades de mejoramiento personal para jóvenes adultos. Establecido en 2006, es el primer programa académico operacional de la UCA y apunta a promover el desarrollo económico.

### La Escuela de Desarrollo para Graduados
La misión de la Escuela de Desarrollo para Graduados es promover las necesidades de desarrollo de cara a Asia Central, en particular las de sus regiones montañosas. La Escuela de Graduados consistirá en seis institutos dirigiendo los recursos y las necesidades de la región, creando profesionales expertos y con poder de decisión en:
- Desarrollo Económico y Negocios.
- Administración de Pública.
- Desarrollo Rural.
- Turismo y Entretenimiento.
- Política de Educación.
- Manejo de Recursos Naturales y Medio Ambiente.

El primer grado ofrecido será una Maestría en Ciencias en Desarrollo Económico que se enfocará en economía,  desarrollo, finanzas y estudios interdisciplinarios.

### La Escuela para Estudiantes
La Escuela para Estudiantes ofrecerá un grado de cuatro años para enseñar a los graduados el conocimiento global, habilidades de mando e iniciativa. El curso incluirá cursos fundamentales que acentúan el pensamiento crítico y accesos interdisciplinarios; concentrados en humanidades, ciencias naturales, ciencias sociales y administración de empresas; y en los requerimientos de investigación.

### Otros Programas
- Preparatoria en inglés.
- Educación a distancia.
- Programa de humanidades.
- Programa de música.

### Investigación
El programa de investigación de la UCA se enfoca en cuestiones relacionadas con desarrollo socioeconómico y preservación cultural en Asia Central, con énfasis principal en las regiones montañosas. 

## Otras fuentes
- «Artículo: University of Central Asia Founded by Aga Khan Foundation - Central Asia Caucasus Institute, 8 de noviembre de 2000». Archivado desde el original el 22 de mayo de 2011. Consultado el 11 de enero de 2010.
- «New University of Central Asia». Archivado desde el original el 3 de agosto de 2008. Consultado el 11 de enero de 2010.